# Martin O’Toole
Martin Joseph O’Toole (* 27. Mai 1925 in Louisburgh, County Mayo, Irland; † 1. Oktober 2013 im County Mayo) war ein irischer Politiker der Fianna Fáil. Er war von 1977 bis 1989 Mitglied des Seanad Éireann und von 1989 bis 1992 Teachta Dála im Dáil Éireann. 
O’Toole war als Landwirt und Spediteur tätig. Er war Mitglied im Mayo County Council. 1977 wurde er über die Landwirtschaftsliste in den Seanad Éireann gewählt und konnte seinen Sitz dort bis Juni 1989 halten. Bei den Wahlen zum Dáil Éireann 1989 gelang es ihm dann, im Wahlkreis Mayo West genügend Stimmen zu erhalten, um in das Unterhaus des irischen Parlaments (Dáil) einzuziehen. Bei den nachfolgenden Wahlen trat er nicht mehr an. 